# Lankern
Lankern ist ein Ortsteil der Stadt Hamminkeln im Kreis Wesel in Nordrhein-Westfalen. Seit der Gebietsreform von 1975 gehört ein kleiner Teil von Lankern zur Stadt Bocholt im Kreis Borken.

## Geographie
Lankern ist eine landwirtschaftlich geprägte Streusiedlung ohne einen verdichteten Dorfkern. Der östliche Teil von Lankern wird von den Dingdener Höhen durchzogen. Im Westen reicht Lankern bis zur Kleinen Issel, einem Nebengewässer der Issel. Lankern wird in Ost-West-Richtung vom Beltingsbach durchflossen.

## Geschichte
Lankern ist eine alte westfälische Bauerschaft, die sich nördlich des Kirchdorfs Dingden erstreckte und seit dem 19. Jahrhundert zur Gemeinde Dingden im alten Kreis Borken gehörte. Die früheste urkundliche Erwähnung stammt aus dem 10. Jahrhundert, als ein Grundbesitz des Klosters Werden in Longhere (Lankern) erwähnt wurde.
Aus dem 19. Jahrhundert sind die folgenden Einwohnerzahlen der Bauerschaft Lankern bekannt:
- 1871:    511[2]
- 1885:    514[3]
- 1895:    559[4]

Bei der Gebietsreform vom 1. Januar 1975 kam der größte Teil von Lankern zusammen mit der übrigen Gemeinde Dingden zur Stadt Hamminkeln im neuen Kreis Wesel und wechselte somit aus dem Landesteil Westfalen in den Landesteil Nordrhein. Ein Gebietsteil von 1,68 km² am nördlichen Rand von Lankern wurde der Stadt Bocholt zugeschlagen und verblieb damit in Westfalen.

## Verkehr
Lankern wird in Nord-Süd-Richtung von der Bahnstrecke Wesel–Bocholt sowie der Landesstraße 602 durchquert. Bis 1960 besaß die Bahnstrecke in Lankern eine Haltestelle in Höhe der heutigen Straße Am Beltingsbach.

## Baudenkmal
Die Scheune Poterey 2 steht unter Denkmalschutz.

## Kultur
Träger des lokalen Brauchtums sind der St. Ludgerus Schützenverein Lankern und der Spielmannszug Dingden-Lankern.

## Sport
Der lokale Sportverein ist der F.C. Grün-Weiß Lankern 1975. Es besteht eine breite Fußballabteilung, wobei auch der Mädchen- und Frauenfußball stark gefördert wird. Lankern ist DFB-Kreisfußballstützpunkt des Kreises 11 Rees/Bocholt im FVN. Neben dem Fußballsport findet hier der Breitensport, eine Turn- und Gymnastikabteilung, Tischtennis und Volleyball Platz.

## Bocholt-Lankern
Der 1975 an Bocholt gefallene Teil von Lankern bildet in Bocholt den statistischen Bezirk 23 Lankern und hat 189 Einwohner (Stand 2017).
In diesem Bereich liegen die seit dem 1. Januar 2003 stillgelegte ehemalige Mülldeponie der Stadt Bocholt sowie eine kleine Ansiedlung am Weseler Landweg.